# 17 mars 1917
Le samedi 17 mars 1917 est le 76e jour de l'année 1917.

## Naissances
- Hans Philipp (mort le 8 octobre 1943), aviateur allemand
- Karel Švenk (mort le 1er avril 1945), artiste de cabaret, comédien, compositeur et écrivain tchèque
- Jean Reynaudon (mort le 19 juillet 1947), inspecteur de police et milicien français
- Carlo Cassola (mort le 29 janvier 1987), romancier et essayiste italien
- Zorica Lațcu (mort le 8 août 1990), traductrice, nonne et poétesse roumaine
- Charles Fontenay (mort le 27 janvier 2007),  journaliste et un écrivain de science-fiction américain
- Gabriel Fajardo (mort le 19 juillet 2008), joueur et entraîneur philippin de basket-ball
- Bernard Barker (mort le 5 juin 2009), agent de la CIA

## Décès
- Franz Brentano (né le 16 janvier 1838), philosophe et psychologue catholique allemand
- Cæsar Peter Møller Boeck (né le 28 septembre 1845), dermatologue norvégien
- Marian Raciborski (né le 16 septembre 1863), botaniste, collecteur et paléontologue polonais

## Autres événements
- France: fin du Gouvernement Aristide Briand (6)